# Mandy van den Berg
Mandy van den Berg (Naaldwijk, 26 augustus 1990) is een Nederlands voormalig voetbalster die doorgaans als verdediger speelde. Van den Berg speelde tussen 2010 en 2017 in het Nederlands elftal waarmee ze het Europees kampioenschap 2017 won.

## Clubcarrière
Van den Berg begon met voetballen bij RKVV Westlandia uit haar geboorteplaats Naaldwijk.
In 2007 maakte ze de overstap naar ADO Den Haag, dat op dat moment instapte in de nieuwe Eredivisie. In seizoen 2010/11 begon ze aan haar vierde seizoen bij de club, waar zij inmiddels een vaste waarde was. In seizoen 2011/12 werd ze landskampioen met de club en won ze tevens de KNVB beker, waarna Van den Berg bekendmaakte naar Zweden te vertrekken. Ze kwam onder contract te staan bij Vittsjo GIK. In december 2014 tekende Van den Berg een contract bij het Noorse LSK Kvinner FK, waarmee zij zowel de Toppserien als de Noorse beker won. In januari 2016 vertrok Van den Berg naar Liverpool LFC. In datzelfde jaar stapte zij over naar Reading FC, waarvoor zij op 7 mei 2017 haar debuut maakte in de Women's Super League tegen Manchester City WFC. In de zomer van 2017 verhuisde Van den Berg naar Valencia CF, waarmee zij uitkwam in de Primera División Femenina. In juni 2020 vertrok Van den Berg naar de Eredivisie en tekende een tweejarig contract bij PSV, waar zij transfervrij overkwam van Valencia CF.

## Clubstatistieken
| Seizoen         | Club            | Land            | Competitie                | Competitie | Competitie | Beker | Beker | Internationaal | Internationaal | Totaal | Totaal |
| Seizoen         | Club            | Land            | Competitie                | Wed.       | Dlp.       | Wed.  | Dlp.  | Wed.           | Dlp.           | Wed.   | Dlp.   |
| --------------- | --------------- | --------------- | ------------------------- | ---------- | ---------- | ----- | ----- | -------------- | -------------- | ------ | ------ |
| 2009/10         | ADO Den Haag    | Nederland       | Eredivisie                | 19         | 1          | -     | -     | -              | -              | 19     | 1      |
| 2010/11         | ADO Den Haag    | Nederland       | Eredivisie                | 21         | 4          | -     | -     | -              | -              | 21     | 4      |
| 2011/12         | ADO Den Haag    | Nederland       | Eredivisie                | 17         | 3          | -     | -     | -              | -              | 17     | 3      |
| 2012            | Vittsjö GIK     | Zweden          | Damallsvenskan            | 10         | 0          | -     | -     | -              | -              | 10     | 0      |
| 2013            | Vittsjö GIK     | Zweden          | Damallsvenskan            | 18         | 2          | 3     | 1     | -              | -              | 21     | 3      |
| 2014            | Vittsjö GIK     | Zweden          | Damallsvenskan            | 19         | 1          | 1     | 0     | -              | -              | 20     | 1      |
| 2015            | LSK Kvinner FK  | Noorwegen       | Toppserien                | 11         | 0          | -     | -     | 2              | 0              | 13     | 0      |
| 2016            | Liverpool LFC   | Engeland        | Women's Super League      | 10         | 0          | 2     | 0     | -              | -              | 12     | 0      |
| 2017            | Reading FC      | Engeland        | Women's Super League      | 4          | 1          | -     | -     | -              | -              | 4      | 1      |
| 2017/18         | Reading FC      | Engeland        | Women's Super League      | 2          | 0          | 2     | 0     | -              | -              | 4      | 0      |
| 2017/18         | Valencia CF     | Spanje          | Primera División Femenina | 14         | 0          | -     | -     | -              | -              | 14     | 0      |
| 2018/19         | Valencia CF     | Spanje          | Primera División Femenina | 23         | 1          | 1     | 0     | -              | -              | 24     | 1      |
| 2019/20         | Valencia CF     | Spanje          | Primera División Femenina | 3          | 0          | 1     | 0     | -              | -              | 4      | 0      |
| 2020/21         | PSV             | Nederland       | Eredivisie                | 19         | 0          | 8     | 0     | 2              | 0              | 29     | 0      |
| 2021/22         | PSV             | Nederland       | Eredivisie                | 20         | 2          | 4     | 0     | 2              | 0              | 26     | 2      |
| 2022/23         | PSV             | Nederland       | Eredivisie                | 6          | 0          | 0     | 0     | 0              | 0              | 6      | 0      |
| Carrière totaal | Carrière totaal | Carrière totaal | Carrière totaal           | 216        | 15         | 22    | 1     | 6              | 0              | 244    | 16     |

Laatste update: 21 mei 2024.

## Interlandcarrière
Op 15 december 2010 maakte Van den Berg haar debuut in het Nederlands elftal in een WK-kwalificatiewedstrijd tegen Mexico. Het duel werd met 3–1 gewonnen. Bij het wereldkampioenschap voetbal 2015 was Van den Berg bij alle vier wedstrijden basisspeler. Zij bleef ook na het WK een vaste rol in het nationaal elftal spelen. Aan het Europees kampioenschap voetbal 2017 in eigen land begon Van den Berg als aanvoerder. Na twee groepswedstrijden werd zij echter, op dringend advies van Foppe de Haan, in het basiselftal vervangen door Stefanie van der Gragt, waarop Sherida Spitse de aanvoerdersband overnam.
| Interlandgoals | Interlandgoals    | Interlandgoals                             | Interlandgoals | Interlandgoals | Interlandgoals | Interlandgoals       |
| -------------- | ----------------- | ------------------------------------------ | -------------- | -------------- | -------------- | -------------------- |
|                |                   |                                            |                |                |                |                      |
| Goal           | Datum             | Locatie                                    | Tegenstander   | Score          | Resultaat      | Competitie           |
| 1.             | 21 september 2011 | TATA Steel Stadion, Velsen-Zuid, Nederland | Servië         | 2–0            | 6–0            | EK-kwalificatie 2013 |
| 2.             | 23 november 2013  | Stadion Woudestein, Rotterdam, Nederland   | Griekenland    | 7–0            | 7–0            | WK-kwalificatie 2015 |
| 3.             | 5 april 2014      | Pankritio Stadion, Heraklion, Griekenland  | Griekenland    | 4–0            | 6–0            | WK-kwalificatie 2015 |
| 4.             | 2 maart 2016      | Kyocera Stadion, Den Haag, Nederland       | Zwitserland    | 3–1            | 4–3            | OS-kwalificatie 2016 |
| 5.             | 6 maart 2017      | Lagos Municipal Stadium, Lagos, Portugal   | Zweden         | 1–0            | 1–0            | Algarve Cup 2017     |
| 6.             | 8 juli 2017       | Sparta Stadion, Rotterdam, Nederland       | Wales          | 5–0            | 5–0            | Vriendschappelijk    |

## Erelijst
ADO Den Haag
- Eredivisie (1): 2011/12
- KNVB beker (1): 2011/12

 LSK Kvinner
- Toppserien (1): 2015
- Norgesmesterskapet (1): 2015

 Nederland
- Europees kampioenschap (1): 2017